# 3858 Dorchester
3858 Dorchester este un asteroid descoperit pe 3 octombrie 1986 de Poul Jensen.